# Galphimia glandulosa
Galphimia glandulosa là một loài thực vật có hoa trong họ Malpighiaceae. Loài này được Cav. mô tả khoa học đầu tiên năm 1799.